# Арпад Надаї
́Арпад Людвіг Н́адаї (угор. Nádai Árpád Lajos) — (3 квітня 1883, Будапешт — 18 липня 1963, Піттсбурґ) — видатний угорсько-американський вчений в галузі механіки, один із засновників сучасноі теорії пластичності.
Арпад Надаї народився в Будапешті, угорець за національністю.
Вищу освіту він здобував спочатку в Будапештському університеті, а в 1906 році здобув ступінь механіка у Вищій технічній школі Цюриха. Учень Ауреля Стодолі - словацького вченого-теплотехніка.
Після завершення навчання спочатку він працював на фабриці Schlick у Будапешті, а пізніше влаштувався інженером-конструктором у Мюнхені.
1909—1912 рр. був асистентом професора Ойгена Мейєра в Берлінському технічному університеті. 1911 р. здобув ступінь доктора технічних наук.
1918 року він був прийнятий до Інституту прикладної механіки, заснованого Феліксом Крістіаном Клейном та очолюваного Людвігом Прандтлем в Геттінгенському університеті, де він став запрошеним викладачем у 1923 році та повним професором прикладної механіки з 1926 року. У 1927 році він перебрався в США, де змінив Степана Тимошенка у лабораторії Вестінгауз.
1929 році він переїхав до Пітсбурґа, де став експертом та консультантом з машинобудування компанії Westinghouse Electric. В 1942—1946 рр. — консультант Морського відомства США.
Надаї був піонером теорії пластичності, з якої 1927 написав німецькою мовою підручник. Цей підручник, перекладений англійською мовою 1931 року, став першим англомовним підручником з теорії пластичності.
Основні дослідження присвячені теорії пластичності, реології, теорії пружних пластин, геомеханці. Показав, що початок плинності залежить від швидкості деформування. Здійснив велику серію експериментів з дослідження плинності матеріалів. Вивчав поява локальних напружень у точці прикладання навантаження до пластини.
За видатні заслуги в галузі прикладної механіки Американське товариство інженерів-механіків (ASME) 1958 року нагородило його медаллю Тимошенка. 1960 року він був нагороджений медаллю Елліота Крессона інституту Франкліна у Філадельфії.
З 1975 року ASME заснувало медаль Надаї, якою щорічно нагороджує видатних матеріалознавців.
Арпад Надаї вийшов на пенсію в 1949 році.

## Вибрані праці
- Die elastischen Platten: die Grundlagen und Verfahren zur Berechnung ihrer Formänderungen und Spannungen, sowie die Anwendungen der Theorie der ebenen zweidimensionalen elastischen Systeme auf praktische Aufgaben , Berlin, Springer 1925
- Der bildsame Zustand der Werkstoffe, Springer 1931
- Plasticity — a mechanics of the plastic state of matter, McGraw Hill 1931
- Theory of flow and fracture of Solids, McGraw Hill 1950